# Товстоліси
Товстоліси  — колишнє село в Україні, у Коропському районі Чернігівської області. Підпорядковувалось Шабалинівській сільській раді.
Розташовувалося за 3 км на північний схід від Шабалинова.
25 листопада 1985 року Чернігівська обласна рада зняла село з обліку.